# 因言获罪
因言获罪，是指因为发表某种言论而被判决有罪、拘留、免职、开除、帳號封鎖、輿論壓制等打击行為。言论自由是一种基本人权，指一个国家公民，可以按照个人意愿表达意见和想法的政治权利，这些意见表达不用受政府「事前」的审查及限制，也无需担心受到政府报复。有时也被称为意涵更广泛的表达自由 。

## 概述
联合国1948年通过的《世界人权宣言》中的第十九条以及《公民权利和政治权利国际公约》第十九条明确提出了「言论自由」的定义。
《世界人权宣言》中的第十九条指：
|  | 人人有主张及发表自由之权；此项权利包括保持主张而不受干涉之自由，及经由任何方法不分国界以寻求、接收并传播消息意见之自由。 |

《公民权利和政治权利国际公约》第十九条指：
|  | 一、人人有保持意见不受干预之权利。 二、人人有发表自由之权利；此种权利包括以语言、文字或出版物、艺术或自己选择之其他方式，不分国界，寻求、接受及传播各种消息及思想之自由。 三、本条第二项所载权利之行使，附有特别责任及义务，故得予以某种限制，但此种限制以经法律规定，且为下列各项所必要者为限： （一）尊重他人权利或名誉； （二）保障国家安全或公共秩序，或公共卫生或风化。 |

今天的言论自由受到了国际人权法的公认。这项权利在公民权利和政治权利国际公约的第19条、欧洲人权公约的第10条、美洲人权公约的第13条及非洲人权和民族权宪章的第9条中得到体现。 

## 中华人民共和国因言获罪人员名单
《中华人民共和国宪法》中的第三十五条指：
|  | 中华人民共和国公民有言论、出版、集会、结社、游行、示威的自由。 |

### 毛泽东时代（1949年－1976年）
1. 林昭，在1957年的反右运动中因公开支持北京大学学生张元勋的大字报“是时候了”而被划为右派，后因“攻击无产阶级专政罪、反革命集团罪”[6]于1962年起被关押于上海市提篮桥监狱，在狱中书写了20万字的反对毛泽东的书与日记。 1968年4月29日林昭在狱中当着众多在押人员的面被宣判死刑，同日被中国人民解放军上海市公检法军事管制委员会枪决于上海龙华机场 （张春桥时任南京军区兼上海警备区第一政治委员）。
2. 储安平，1957年因响应所谓“引蛇出洞”的“百花齐放、百家争鸣”方针，发表了《向毛主席、周总理提些意见》（即反对“党天下”）一文。 毛泽东对此不满发文反驳，并迅速发起了反右运动。储安平被作为右派典型打倒，其家人和诸多相关人士均受牵连。 1966年9月，文化大革命中储安平遭受残酷迫害而失踪，后被宣布死亡。 1978年后，55万右派被平反改正，但由于邓小平本人当年支持反右，储安平依然是不予改正的中央级“五大右派”之一。
3. 章伯钧，1957年5月21日下午，正患腹泻的章伯钧乘坐吉姆轿车前去参加会议，在车子里构想出了一个“政治设计院”的方案（1957年5月22日《人民日报》)，建议实行“两院制”。[7]1957年6月8日成为中国头号资产阶级“右派分子”。1958年1月26日，中国民主同盟中央宣布撤消章伯钧民盟中央第一副主席兼组织部长的职务。文化大革命时，因为他的右派身份，其全家皆遭受持续批斗。
4. 罗隆基，1957年5月22日，中共中央统战部举行座谈会。罗隆基在会上发言，建议由全国人民代表大会、中国人民政治协商会议成立一个委员会，检查“三反”、“五反”、“肃反”运动中的失误偏差。而该委员会须由执政党、民主党派和无党派民主人士三方面组成。这就是著名的“成立平反委员会”的主张，它与章伯钧的“政治设计院”，储安平的“党天下”一起被毛泽东称为三大右派政治理论。[8] 1957年6月被划为“右派”。1958年1月26日被撤消民盟中央副主席职务，同月31日被撤消全国人大代表资格与森林工业部部长职务。工资从四级降到九级。
5. 彭文应，时任民盟中央委员、上海市政协常委，提出“学习苏联不一定好，学习美国不一定坏”。彭文应遭批判之初，其病妻邓世琳就受惊吓身亡，次子彭志平在极度苦闷和压抑下服安眠药自杀，被撤销一切职务并取消原工资津贴，生活陷入困境，还拒不认错，1962年因心包炎败血症病逝，终年58岁，临终前曾写致毛万言书建议在全国范围内结束反右斗争，文革时被掘墓抛尸。[7]
6. 陈仁炳，1957年他提出“反对乡原态度，提倡贾谊精神”。当时被任《解放日报》总编辑的张春桥，在其写的题为《陈仁炳的“另外一条道路”是什么？》一文中点名。后来又在毛泽东《打退资产阶级右派的进攻》一文中被点名。1980年代，绝大多数右派分子获得平反，而他是5名中央级未获改正的右派之一，也是5人当中唯一一个活着看到自己没有被平反的人。1990年12月9日，陈仁炳在上海去世，享年81岁。
7. 张志新，在文化大革命中批评毛泽东崇拜。她的监禁生涯从1969年到1975年一共持续了6年，直至被执行死刑[9]。
8. 遇罗克，因为撰写《出身论》反对“老子英雄儿好汉，老子反动儿混蛋”于1970年3月5日被以现行反革命罪在北京工人体育场公审后被杀害。[10]

### 华国锋时代（1976年－1978年）
1. 李九莲，1977年12月14日，中共江西省委认定李九莲在服刑期间重新犯有“恶毒攻击华主席”，“丧心病狂进行反革命活动”，“公然为四人帮鸣冤叫屈”等反革命罪，同意鄱阳县人民法院判处李九莲死刑，并放在其家乡赣州执行。[11]

### 邓小平时代（1978年－1989年）
1. 苏晓康、王鲁湘、夏骏。《河殇》的“河”指黄河，此片由对中华传统的“黄土文明”进行反思和批判入手，逐步引入对西方“蓝色海洋”文明的介绍，对包括“长城”和“龙”在内的许多长期被中国人引以为荣的事物进行了辨析和评判，同时表达了对西方文明的向往。该片播出后在中国社会引起了很大轰动，后被认为是六四天安门事件的思想前导。总撰稿人苏晓康逃往美国，总撰稿人王鲁湘被判处有期徒刑9个月，而导演夏骏亦被央视开除公职和编制，调至广告部工作。[12]

### 江泽民时代（1989年－2002年）
1. 秦永敏，1997年秦永敏发表致中共中央总书记江泽民的公开信，要求中共十五大进行政治体制改革，实现民主宪政。1998年在武汉创办《中国人权观察》通讯。同年公开发起成立中国民主党湖北省筹委会，并到湖北省民政厅申请注册，后又成立中国民主党湖北省党部。随后被警方逮捕，并以颠覆国家政权罪判刑12年，2010年11月刑满释放[13]。
2. 高勤荣，前《山西青年报》、新华社记者。[14]曾揭露山西运城水利工程造假被誉为打假英雄记者。1999年8月13日，因“收受贿赂、诈骗和介绍卖淫”的罪名被囚禁8年。[15]
3. 杨子立，徐伟、靳海科、张彦华和张宏海以“探索社会改造之道”为宗旨，讨论中国自由民主，政治改革及农村改革等问题，以及在互联网上发表文章的新青年学会“四君子”，2001年3月13日被捕后被以颠覆国家政权罪判刑8到10年。[16]
4. 赵常青，2002年中共十六大召开前，撰写《致中共十六大公开信》，并联络了中国17个省市192名异议人士在公开信上签名后，在互联网上发表。《致中共十六大公开信》所提出的六项政治要求是：一、重新评价1989年的民主运动和抚恤受害者及难属；二、允许流亡海外者回国；三、恢复赵紫阳作为公民的应有自由；四、释放良心犯、保障人权；五、推动人大批准早已签署的国际人权公约，并制定与之相适应的国内法律；六、从县市一级公开民主选举，逐步过渡到全民选举最高公职。2002年11月28日被拘捕，2003年8月4日被以煽动颠覆国家政权罪判处5年徒刑，关押在陕西省渭南监狱。2007年11月27日出狱。[17]
5. 孙大午，2003年4月31日，徐水县公安局通知大午网站：该网站发表的《小康社会的建设及难点》《悼念李慎之》《两位民间商人关于中国的时局及历史的对话》三篇文章严重损害了国家机关的形像，整顿网站，停止营业6个月，罚款15000元。[18]
6. 王小宁，1999年5月，王小宁开始独立编写网刊《星星之火可以燎原》，宣传社会主义政治民主和反腐败。1999年8月3日被北京市公安局查抄。2002年9月1日被拘留，9月30日被正式逮捕，2003年9月12日，被以“煽动颠覆国家政权罪”判处十年徒刑，于2012年获释。[19]
7. 罗永忠，在网上发表了8篇批评"三个代表"的文章，2003年10月，他被吉林省长春市中级人民法院以"煽动颠覆国家政权"罪判处有期徒刑3年。[20]
8. 焦国标，2004年因在网络发表《讨伐中宣部》的批评文章，被北大停止授课，研究生导师资格亦被取消，2005年，他被学校以自动离职变相除名。[21]

### 胡锦涛时代（2002年－2012年）
1. 李元龙，中国贵州《毕节日报》记者，曾以笔名“夜狼”发表过“从百岁老朽入党水开去”等文章。在上述文章中，李指出，103岁的老人被中共招纳入党显示了党“外强中干，信心严重不足”。2006年7月13日，即开庭两个月后，贵州省毕节地区中级人民法院对李元龙案做出一审判决：李元龙犯煽动颠覆国家政权罪，判处有期徒刑2年，剥夺政治权利2年。[22]
2. 张建红，笔名“力虹”，2006年6月加入独立中文笔会。2006年9月6日晚，力虹在宁波家中被捕，次日被刑事拘留，10月12日被正式逮捕。2007年1月12日，宁波中级人民法院秘密开庭审理力虹案，3月19日宣判，其判决书认定张建红於2006年5月至9月间，使用IBM笔记本电脑，以‘力虹’为笔名撰写了110余篇文章，通过电子邮件发送到‘民主中国’、‘民主论坛’、‘观察’、‘大纪元’、‘独立中文笔会’、‘自由圣火’、‘博讯’等境外中文互联网站上发表，并接受稿费。在《自由大悲咒》、《评欧美对华立场与政策的转变》、《中国民主化，不靠美国靠谁？》等60余篇文章中刊登‘整个人类不共戴天的死敌’、‘中共极权暴政、非法政权’、‘后极权主义政权’、‘反自由、反天赋人权的顽固本质’、‘一个全面残害人权的法西斯式的独裁政府、一个嗜血成瘾、永不悔改的刽子手、一个业已犯下、正在犯下比纳粹帝国更加严重、更加骇人听闻的反人类、反文明罪行的政权’，提出‘必须尽早、尽快结束目前的罪恶统治’、‘告别专制恐怖，扭转颠倒乾坤’、公然煽动颠覆国家政权、推翻社会主义制度”等對中国国家政权的批評。後张建红因此犯煽动颠覆国家政权罪，判处有期徒刑六年，剥夺政治权利一年。同年5月15日，浙江省高级人民法院驳回其上诉，维持原判。
3. 李海明，据中国青年报报导，山东枣庄矿业集团员工李海明，因为在当地论坛上发表几篇文章惹祸。不仅2006年10月16日被公安机关行政拘留7天，原本是正科级干部的他，被撤销了行政职务和级别，调配到一个下属单位当门卫，工资也由每月2000多元，降到了275元。紧接着又被调往贵州绿塘煤矿，枣庄的工资停发。[23]
4. 逯军，曾任中华人民共和国河南省郑州市城市规划局副局长、党委委员。因质问记者“替党说话还是替老百姓说话”而被免职后，复出担任河南煤炭建设工程质量监督中心站法定代表人。[24]
5. 胡佳，因在中共防火墙之外网站发表《十七大之前中国政法系统大范围制造恐怖气氛》、《一国不需要两制》等文章，于2007年12月27日被刑拘，2008年4月3日以“煽动颠覆国家政权罪”，被判处有期徒刑3年零6个月[25]。
6. 刘晓波，2008年因起草《零八宪章》[26]，再次被捕，2009年12月25日被以“煽动颠覆国家政权罪”一审判处有期徒刑11年，二审维持原判。
7. 范燕琼、游精佑、吴华英等12人，及数十名福州群众，2009年6月22日，范燕琼听说一名福州女孩被警察强奸致死却无处伸冤的事件，随即发文《福建闽清警匪轮奸26岁女青年致死后还继续奸尸，惨绝人寰、诉告无门》。起因是2008年2月10日，福建省福州市发生了一起年青女子死亡案件，一名25岁的女孩严晓玲与男友以及另两位朋友共四人在KTV唱歌。然而，严晓玲被一群声称警察的人调戏，随后进行了迷奸。严晓玲回家后当即感到身体不适，2月11日晚间严病情加重后死亡。6月24日当天，另一位网民游精佑看到帖子后找到林秀英。游精佑是向莆铁路(福建)公司第二工程段副总指挥，在妻子陈育红眼里，“他很爱帮助弱势群体，家里经常坐着上访人员”。另一位名叫吴华英的网民也是如此。然而他们的正义行为并没有得到福建省公安厅的重视，反而是福建省公安厅袒护起了这些涉嫌强奸的警务人员[27][28]。在新闻发布会之后不到48小时，范燕琼即被福州市马尾区警方抓走。因代书上传“严晓玲案”的网帖以及拍摄上传了“严晓玲母亲林秀英口述案件”的视频，范燕琼、游精佑、吴华英3人先后被警方利用口袋罪“寻衅滋事罪”将其绑架至福州市看守所进行刑事拘留。同年7月底，范燕琼等人的涉嫌罪名，变更为“诬告陷害”罪，被福州市马尾区人民检察院批准逮捕。此外，当事人家属林秀英（母亲）、林爱德（舅舅），发布新闻所用电脑主人（复印店老板，未透露姓名），郝刚、李子山（协助购买摄像机与拍摄视频）、陈仰东、郭宝峰（教其发送帖子）等其他支持者，共计12人均被滥用职权的福州市马尾区公安局强行带走，部分人员被取保候审，部分人员被行政拘留。[29]2010年3月19日上午，福州市马尾区人民法院再度开庭审理。检方提出因证据不充分，要求再次补充侦查，获法庭同意，决定延期审理。开庭过程持续约两分钟。[30]发生了这么大的错误，福州市公安局、福建省公安厅却并未就此事作出解释，并出现打压网民、开车冲撞声援网友的行为。前来参与开庭的被告家人均被强行拖出法院。范燕琼的女儿林静怡未能进入法院见到自己的母亲，在法院刚刚开庭后被强制驱逐出院。在法庭外前来声援范燕琼、游精佑、吴华英的网友与法院工作人员发生了肢体冲突。有据称是当局安排的十几辆空卡车开到路中央驱散人群。截至目前，仍未有任何人就此事当事人以及被车撞伤的群众做出表示。在刑讯逼供最后陈述中，范燕琼说：“如果判我有罪，那么希望我是中国因言获罪的最后一个人。”
8. 黄成城，用QQ约个同学，因说到解放碑下喝茉莉花茶，便被重庆市璧山公安拘留，以煽动颠覆国家政权罪侦查30多天，批捕未果，2011年4月18日，被劳教两年。[31]
9. 方洪，重庆市民，以“一坨屎”讽刺中共中央政治局委员、重庆市委书记薄熙来，2011年4月28日被劳教1年。
10. 任建宇，重庆市彭水县大学生村官因为在腾讯微博和QQ空间复制、转发、评点一百多条“负面信息”，重庆市公安局以涉嫌“煽动颠覆国家政权罪”在2011年9月23日逮捕了任建宇，随后决定对其“劳动教养两年”。[32][33][34]
11. 戴月权，2010年曾以访民的身份，向南方都市报记者讲述安元鼎截访“黑监狱”的内幕。2012年5月11日，再次被劳教，直到7个月后被中共重庆市委劳教委撤销劳教决定。[35]
12. 吕加平，2009年12月1日写了《关于江泽民的‘二奸二假’和政治诈骗问题与要求调查的呼吁》文章，涉及中共前领导人。2010年8月13日，写了《关于江泽民的假中共地下党员问题的最新证据》一文。 2011年5月13日被北京市中级人民法院以煽动颠覆国家政权罪判处有期徒刑10年，剥夺政治权利两年。[36]2015年2月保外就医。
13. 梁海怡，2011年2月20日下午5时，对着哈尔滨市政府喊话：“你们要觉醒，要还人民以自由，我们要平等。”演讲10分钟后，梁海怡被强行带走。2014年7月18日，广东从化法院开庭宣判梁海怡煽动颠覆国家政权罪有期徒刑三年缓刑两年。[37]
14. 赵克罗，在2012年周口市平坟复耕事件中因批评政府被迫“忏悔”。[38][39]
15. 杨峰，甬台温铁路列车追尾事故遇难者家属。2011年7月25日，杨峰作为遇难者家属代表，称自己在7月24日凌晨2点半到达出事地点时，“现场已停止救援，他们说没有生命迹象了”由于未婚妻子不幸被毁容，杨峰流泪问道：“这是撞的，还是被挖的？”。但是在7月26日，杨峰却声称与铁道部工会主席会面，得到良好回应，并谈到赔偿问题，但不方便透露内容。后来一条微博写道：“我们家已经失去了五名亲人，我不想成为第六个！”此后担任受害者家属代表的杨先生再也没有出现，他也拒绝再接受采访。后来经过披露，每一位受害者仅仅是领了84万人民币的死亡赔偿金。后续BBC评论：将“失去第六个亲人”，这是对公民赤裸裸的威胁，也是对公民权利赤裸裸的践踏。在我们的想象中，这应该是黑社会所为。然而，让我们想不到的是，这并不是黑社会，而是咱们的铁道部，当然，也可能是地方官员对杨峰下达了“封口令”。[40]
16. 吴平，南京市书商。2012年5月1日，因为出售《红太阳》、《看守所杂记》、《文革秘闻》等港版关于“文化大革命”历史的禁书，被公安局抓走，检察院建议判处有期徒刑5年5个月至6年，并处罚金。”[41]
17. 姜成芬，因接受法国法兰西24电视台采访，2012年5月13日，被行政拘留15日。2012年5月25日，被劳动教养两年。[42]
18. 冯欢，大陆网络论坛天涯焦作版主“焦作退伍兵”、大河网论坛知名版主冯欢，因关注和发帖揭露8.7特大交通事故真相，2012年被当局秘密拘留7天。[43]
19. 陈平福，甘肃皋兰县退休教师，因在网络发表和转发多篇文章，被皋兰县公安局以涉嫌煽动颠覆国家政权罪监视居住。2012年9月4日，甘肃省兰州市中级人民法院审查该案件，2012年12月14日，兰州市中级人民法院准许检察机关撤回对陈平福的起诉，该案终结[44][45]。
20. 曹海波，网上宣扬民主，2012年11月1日被昆明中级法院判监8年。[46]
21. 王培剑，杭州中国计量学院法学院教师，在上课时对学生讲了“共产党应该放弃权力”等所谓政治敏感话题，2012年12月7日被学校勒令停课，当晚校方及王培剑的弟弟王壮剑欲将其强行送杭州精神病院，引起王培剑反抗，他把自己锁在房间里，然后打电话给杭州好友媒体人昝爱宗求助。[47]

### 习近平时代（2012年－）
1. 格桑亚培，玛曲知名歌手，2013年7月于西藏首府拉萨遭中华人民共和国四川省政府拘捕，被关押在成都市一看守所长达16个月。2014年11月27日，他被指控演唱的《藏人们》歌词内容涉嫌政治问题而遭判4年徒刑。《藏人们》的歌词大意为：“藏人们，请学习藏文、说藏语；我们有责任学习西藏语言文字。藏人们，我们要团结，三区藏人要团结一致；藏人们，想起这苦乐并存的岁月，我们要鼓起勇气；藏人们，我们要为藏人的未来前景，寻找理想；藏人们，要有骨气，我们并肩前进；藏人们，我们要努力，因为我们是新时代藏人的接班人。”[48]
2. 吴虹飞，2013年7月21日在新浪微博上发表“我想炸的地方有北京人才交流中心的居委会，还有妈逼的建委”等言论，被北京警方行政拘留10日。[49]
3. 董如彬，网名“边民”。因关注雲南“躲猫猫”事件、昆明小学生卖淫案、“发改委官员聚众淫乱”以及2013年昆明市反对PX项目事件等一系列全国瞩目的公共事件，而成为中国互联网上较为活跃的公共意见领袖之一。昆明市公安局五华分局在2013年9月10日凌晨将董如彬带走，罪名是“涉嫌虚报注册资本”。2014年7月23日被昆明市五华区法院一审判处6年半徒刑。[50]
4. 杨辉，甘肃天水市张家川县镇中学生，2013年9月17日曾因在网上发布有关当地一个非正常死亡事件的帖子之后被刑拘，后来在舆论的压力下获释。获释后的杨辉转到天水市育生中学借读。2013年11月18日，杨辉又被育生中学退学。[51]
5. 吕耿松，浙江异议人士，在海外网站上发表民运文章，宣传遭禁的中国民主党。2014年8月13日因煽动颠覆国家政权罪被正式逮捕，2016年6月17日被杭州中院以煽动颠覆国家政权罪判刑11年。[52]
6. 郑楚然等5位女性主义团体成员，2014年底，鄭楚然發起了防治公車性騷擾的行動，向政府部門和人民代表大遞交建議信，並得到積極回應。在當年度的三八國際婦女節前夕，原已準備進行「婦女節反公車性騷擾」公益活動，卻在3月6日深夜，被廣州和北京警察在沒有任何法律手續下被带走問話十幾小時，她的住所遭到搜查，7日晚被帶到北京，以刑事法拘留在海淀區看守所。遭到逮捕的五名活動家在被拘留37天之後釋放，險些以尋釁滋事罪面臨長達三年的監禁。
7. 王垚烽，《嘉兴日报》评论员，因发表同情雨伞运动、讥讽网络评论员等的言论，2014年11月23日被停职[53]。
8. 毕福剑，2015年4月6日，一段饭桌上的视频中，毕福剑唱着《智取威虎山》中《我们是工农子弟兵》的著名选段，唱一句点评一句，其中说道：“可别提那个老屄养的，可把我们害苦了”“地主招你惹你了”[54]。后毕福剑被迫从央视离职。
9. 高瑜，2015年4月17日, 被认为因涉及泄露“七不讲”的文件而被以“为境外非法提供国家机密罪”, 判处有期徒刑7年, 剥夺政治权利1年。[55]
10. 徐琳，湖南株洲人，廣東著名網絡作曲家。2015年5月2日，警察李樂斌在慶安站開槍擊斃當地上訪民眾徐純合，事發後引起各界關注。同月14日，中共官媒央視記者以「民警開槍屬正當履行職務」為題報導該案的官方結果，同時公開事發視頻。徐琳編寫一首歌《還原真相》，視頻畫面使用黑龍江「慶安事件」當事人徐純合在火車站被警方毆打的監控視頻。2017年9月26日，徐琳和搭檔劉四仿分別在湖南和江西被捕，隨後均被拘留在廣州南沙区看守所。同年11月，徐琳被南沙區檢察院以涉嫌「尋釁滋事罪」正式逮捕。2018年7月27日，該案件在南沙區法院開庭。直至同年12月7日，廣州南沙區法院對此案件進行宣判，指徐在網上發佈虛假消息，並利用網絡多次辱罵國家領導人，被判處有期徒刑3年。
11. 赵世龙，原長江商報總編輯，因湖北省委宣傳部、省記協和新聞出版局組成的工作組進駐整肅而被停職。[56]据报道，停职原因是其撰写的有关“郑和下西洋”的文章与党的观点冲突，造成严重负面影响[57]。
12. 梁新生，湛江市岭南师范学院基础教育学院英语系副主任，2012年至2014年间，其在昵称为“dearmr43”的新浪微博上发表多篇博文，激怒中共。2015年7月，受到行政撤职处分。[58]
13. 赵文，《兰州日报》编辑，2015年5月28日因在网络上发表讽刺殉职警察的言论被停职检查[59]。
14. 张海涛，2015年6月26日，被乌鲁木齐市国保以“煽动民族仇恨罪”抄家刑拘。2016年1月15日，被以煽动颠覆国家政权罪判处有期徒刑15年、“为境外提供情报罪”判处有期徒刑5年，两罪合并执行，入狱19年，并没收个人财产12万人民币。[60]
15. 任志强，原北京市华远地产股份有限公司董事长、华远集团总裁。因在其微博发表“八荣八耻不符合现代的价值”，“习近平班子‘让车轮倒转’，军队‘枪口对内’”、“习近平‘连续出臭棋’”、“共产党极权、不合法”、“当今体制是垄断的皇权、中央极权”、“‘我们是共产主义接班人’这个口号骗了十几年”、“人民政府啥时候改党政府了？花的是党费吗？”（参见任志强批评党媒姓党事件）等反对党、政府的言论，导致国家互联网信息办公室关闭其新浪和腾讯微博账号[61]。2016年5月2日被處留黨察看一年處分[62][63]。2020年2月，网络流传一篇署名任志强的文章《人民的生命被病毒和体制的重病共同伤害》[64]，批评执政的中国共产党对言论自由的严格管制加剧了冠状病毒的疫情。指中共中央总书记习近平是“一位剥光了衣服也要坚持当皇帝的小丑。” 文章还称习近平“丝毫也不掩饰自己要坚决当皇帝的野心，和谁不让我当皇帝，就让你灭亡的决心！”。2020年4月，任志強被中共北京市紀律委員會調查和檢察機關審查，被北京市第二中级人民法院判处有期徒刑18年[65]。
16. 倪天英，上海维权人士，2016年4月19日，因在网上发表反政府言论，而遭当局打压。[66]
17. 苗乐，陕西子洲县交警大队的官方微博管理员 ，2015年6月30日公开抨击中共“土改”运动是“谋财害命、杀人越货”，2016年12月7日，被以“玩忽职守罪”判刑一年，缓刑一年半执行。[67]
18. 浦志强，2011年12月公开抨击时任中共中央政治局常委、中央政法委书记周永康及维稳模式。2015年12月22日，北京市第二中级法院以涉嫌煽动民族仇恨、寻衅滋事罪判其有期徒刑三年，缓刑三年。[68]
19. 王伟，安徽大学生，2016年7月17日下午因发布了一张习近平的PS照片而被警方行政拘留10天。[69]
20. 刘艳丽，湖北荆门银行职员。因网上公布与国保的对话记录，因言获罪2016年9月27日遭刑事拘留，罪名是“诽谤罪”。2016年11月2日被逮捕。2017年5月27日取保获释。[70]
21. 张强，农民工，2016年9月4日晚在北京昌平區回龍觀半壁店一出租房內使用「本·拉登」頭像在某微信群聊天時，一個網友說了句「看，大人物來了」，随后他就順着這句話，發了一句「跟我加入ISIS」。虽然这一句话属于玩笑，但北京市昌平区公安分局认为其宣扬恐怖主义、极端主义，在2016年10月13日依法传唤张强并对其刑拘。2017年6月13日，北京市第一中级人民法院依据《中华人民共和国刑法》第120条之规定，以宣扬恐怖主义、极端主义罪判处张强有期徒刑9个月，并处罚金1000元[71][72]。
22. 邓相超，山东建筑大学艺术学院副院长、教授。2016年12月26日毛泽东诞辰当天，转发了数条讽刺毛泽东的微博，其中一条是：“如果他45年死，中国少战死60万。如果58年死，少饿死3000万，如果66年死，少斗死2000万。直到76年才死，我们才终于有饭吃。他做的唯一正确的一件事就是，死了。”2017年1月4日，数十个毛粉进入山东建筑大学校园内抗议。现场警察没有对打人的毛粉采取任何行动。山东省政府2017年1月5日宣布解聘邓相超省政府参事职务，山东省政协6日免去他政协常委，并接受他辞去政协委员。山东建筑大学1月5日已经给予邓相超行政记过处分，1月5日起对他停职检查，办理退休手续，停止一切教学活动，不得以山东建筑大学教师身分从事各类社会活动。[73]
23. 左春和，2016年12月27日针对前一天湖南韶山毛泽东生忌活动发表评论，指这是“世界最大的邪教活动”“万人拜魔”。2017年年初被免去石家庄市文化广电新闻出版局副局长职务。河北省人大2017年3月30日发布公告称，左春和已请辞省人大代表职务。[74]
24. 马四光，沈阳人，2017年1月21日，发表言论“绿皮大哥，你在寻找敬业福吗？咋不去你妈裤裆里找呢？圈里的警察朋友们，过年了，真诚的问候你们一句：不得好死！注意我的嘴形：CNM”，被行政拘留7天 。[75]
25. 陈某（网名 lukehcen0），广州网民，2017年1月27日晚，黑龙江哈尔滨民警曲玉权在处警时遇袭死后，网民“lukehcen0”当晚在新浪微博公开发布“大快人心（鼓掌），凡打杀公安者皆为英雄，点赞”言论被抓。[75]
26. 江某（网名“长春社会姐”），2017年1月28日，对黑龙江哈尔滨处警死亡民警曲玉权事件，在新浪微博发表言论“啊哈，太好了，他女儿没人保护了，大过年的，遭报应没？”。1月30日晚，广西南宁市公安局青秀分局将江某抓走。[75]
27. 张某某（铁岭网民），在交警微信管理平台中，对2017年1月29日铁岭交警罗振波死亡事件发表言论“又一个狗死了太好了死一个少一个”。当警方微平台管理员要求他“为你的话负责任，必须向我们警察道歉”时，他回答“道个屁歉”“你可以去告我”。当地公安机关无视侮辱罪需要自诉的法律，悍然将张某某行政拘留10天。[75]
28. 滑磊，北京房山人，因为在新浪微博发表“为什么警察被杀，破案神速，凶手很快逮捕归案，而警察打死雷洋、徐纯合等人，过程却如此漫长，凶手却逍遥法外！谁被杀不是被杀？谁的生命不都是一样可贵？警察被杀，雷厉风行，绝不手软；警察杀民，遮遮掩掩，拖拖拉拉，这样的法制如何让人信服？”“为什么很多人愿意当警察？穿狗皮在人民面前很牛逼，穿狗皮杀人可以不偿命！”“人民供养的王八蛋，警察不是人，中国没有法。”“人民警察人民恨！”“耳听为虚，眼见为实！可惜大多数老百姓见到的警察都是让人讨厌的，憎恨的。”“原来中国是蒋介石执政，后来大陆被毛攻占并独立。蒋退守台湾。所以没有台独，只有陆独！”“支持蔡英文！支持台湾普选！支持军队国家化！反对一党专政！反对党指挥枪！”“说蒋介石专制吧，可那个时候产生了那么多思想家，说毛泽东民主吧，可六十多年了没出现一个思想家。说中国人民倒下了吧，可蒋介石最终把小日本赶跑了，说中国人民站起来了吧，可看见那么多下跪的中国人。我不愿意比较，这一比，我自己都没自信了。”等言论被非法抓走。[75]
29. 赵泉山，河南漯河迎福钢板厂经理，2017年2月在微信发表“打死警察不亏！！警察就是他妈的共产党的爪牙！！！！！！”的言论被捕。
30. 权平，中国吉林留学生，因为身穿印有“XITLER”“习包子”和“大撒币”字样的T恤衫而被控“煽动颠覆国家政权罪”一案，2017年2月15日上午9点30分在延边州中级法院开庭[76]。
31. 王江峰，山东网民，在微信转发讽刺中共领导人“毛贼”和“习包子”的言论，2017年4月7日被招远市法院以“寻衅滋事罪”判刑两年。[77]
32. 张海顺，内蒙古自治区质监局局长，在2017年2月6日召开内蒙古质监局处级以上干部会议，张海顺说，总书记号召“擼起袖子加油干”，我局要认真落实！要“撩起裙子使劲干”！，引发哄堂大笑。会议结束时他又再重覆了一次。“擼起袖子加油干”是习近平发表2017新年贺词时提出的口号。2017年7月15日，张海顺被免职。[78]
33. 陳可晴（网名“Iris Ko”），廈門美萊醫療美容門診部台湾籍员工。2017年在Facebook上发表“福建人难搞”、“北方大妈可怕”、“俗爆了”、“大陆味臭死了”，“他们没有FB所以才敢这么直接”、「沒關係，426沒有在用臉書的」（“426”为台灣人对大陸人的貶意稱呼）等言论，于3月11日被中国大陆企业停职[79][80]。
34. 敬迎军（1978年8月18日-），男，土家族，湖南张家界市永定区人。2017年6月30日19时，以网名“敬赢”在微信群“双溪桥96届同学群”发言称：“释放刘xiao波，习包子还能安心访港”，被行政拘留7日。[81]
35. 郭晶（1982年9月7日-），男，湖北崇阳县人。2017年7月20日在微信群（沙坪聊吧总群）中发言称：“这都被你知道了，多拉点人准备叉着去炸天安门”，实际是有群友问其群中为什么要拉这么多群成员时所开的玩笑，而被崇阳县公安局行政拘留5天。
36. 史杰鹏，2017年7月，北京师范大学人事处公布了《关于给予史杰鹏解聘处理的决定》。该公告称史杰鹏在微博、微信发表的言论“与主流价值观不一致”，“逾越意识形态管理红线，违反政治纪律”，决定予以解聘。史杰鹏亦曾在网络嘲讽中共的意识形态洗脑教育等做法，反对香港推行国民教育及称「港人非中国人」，此举更为港人所熟识。[82]这一消息一经披露立即在中国大陆的社交媒体中引发了争议。中国人民大学政治学教授张鸣对媒体表示，因在新浪微博发表支持史杰鹏的言论，其微博帐户被禁言180天。[83]
37. 梁小军，中国大陆维权律师，2017年8月11日下午，在推特上发一则消息说：“因在推特上转发吴淦父亲发的开庭通知，今天中午，我被警察以涉嫌‘寻衅滋事’传唤3小时，并被警告十九大前后不得就709案件发声，让我‘管住自己的腿，管住自己的嘴’。”梁小军律师还表示，做笔录的警察都不知道什么是推特。他介绍就是翻墙后使用，跟微博差不多的社交软件。他估计有专门的人经常在推特上了浏览（网络监控），因为他是北京（网监部门）的，所以就让当地的警察对他进行传唤。
38. 马路荣，男，34岁，云南曲靖市罗平县人。2017年8月14日21时51分，以网名“独孤笑”在微信群“茶余饭后民间智库群”发言称：“习包子，量中华之物力接与国之欢心”，被行政拘留5日。[84]
39. 杨某（网名：轮胎，机油防冻液批发价格零售），男，安徽阜阳界首市人。2017年9月4日21时，在微信群发言称：“他们傻逼吗，下雨还查？一群傻逼穷这个样”，被行政拘留5日。[85]
40. 王某、张某，河北省邯郸市群众。2017年8月18日，因为在百度贴吧涉县吧发帖，称涉县新医院餐厅食物难吃，随即被当地派出所拘留二日。8月22日，邯郸市公安局派出工作组调查后认为，这一处罚决定“适用法律不当”，责成涉县公安局撤销对当事人的处罚决定，对派出所所长停止执行职务，对办案民警调离执法岗位，责令派出所向当事人赔礼道歉。[86]
41. 陈守理（1976年4月22日-），2017年9月15日22时45分，河南省濮阳市华龙区孟轲乡东干城村2组网民陈守理以网名“一念间”在微信群“滴水穿石”中聊天时调侃到“哈哈，（郭文贵）不会是爆王芳跟孟（建柱的料）吧，这样的话周小平的帽子就绿透了”，不料9月19日濮阳市公安局孟轲分局对陈某进行了调查，并认为这一言论是“侮辱国家领导人和他人言论”，因而对其处以行政拘留5日的处罚。[87]
42. 田应俊（1971年5月3日-），湖北武汉市洪山区人，现居住在广东省潮州市湘桥区。2017年9月16日凌晨，在一个名为“雅俗共赏”的微信群中，田应俊以“梦见猪”特指国家领导人孟建柱，发布“那一年，王芳利用和梦见猪的关系，不许宋祖英和谭晶上春晚”、“雷洋知道梦见猪和王芳的关系，知道杨澜为了吃醋，和王芳PK的关系，所以雷洋必须的死”、“被国安局的人搞死的”、“雷洋和王芳是好友”、“梦见猪喜欢走后门”、“王芳多次被住院”、“周小平和王芳结婚是梦见猪安排，和二东见面也是梦见猪的安排”等言论。2017年9月19日，被广东省潮州市公安局湘桥分局处以警告，行政拘留七日。[88]
43. 蒋某，浙江丽水缙云县壶镇镇人。2017年9月22日19时，因不满壶镇交警中队民警对其违法停在壶镇镇安居西路的车辆进行违停告知，将违法停车告知单拍照后上传至微信朋友圈，并配上辱骂民警的言论“拍车🐶！ 狗”。9月23日，缙云县公安局对其作出行政拘留3天的处罚[89]。
44. 罗某某。2017年5月20日，在宁夏银川市滨河新区音乐文化广场“锡林浩特”蒙古包内踩踏侮辱成吉思汗挂像，并拍摄视频于当晚发布到“快手”网络平台。2017年12月12日，鄂尔多斯市伊金霍洛旗人民法院判处罗某某有期徒刑1年[90]。
45. 丁文婷（1985年10月-），湖北武汉武昌区紫金村人，工作单位为湖北省中医学院05级。2018年2月14日0时，因微博发“武汉市长滚”被行拘十日[91]。
46. 禚宝伟，山东临沭县郑山街道办事处工作人员。原为山东日照德与法律师事务所律师。2018年2月15日至16日，以新浪微博用户名“禚律师-a6j”转发了对黄旭华的中共洗脑宣传，并加上自己的评注。称：“30年不联系爹娘的老畜生黄旭华又厚颜无耻的出来了！”“这个不孝的畜生！30年不联系父母竟成了闪光点。”“黄旭华从科技成就来说有贡献，从为人子来说就是个畜生，其三十年对父母不闻不问，音讯全无的接口不成立。”17日，禚宝伟被山东临沂市临沭县公安局行政拘留10日，并被罚款500元[92]。
47. 张杰，浙江杭州滨江浦沿街道彩虹社区人。2018年3月29日22时97分，以网名“Vagrant”在微信群“国家通信局筹备委员会”（成员8人）发言称：“这个社会反正被习皇玩坏了”，网警大队要求属地派出所对张杰落地调查，查清其发布消息的目的、动机、有无政治背景，并依法处置，请将询问笔录、处罚决定书、悔过书、保证书或情况说明等处置结果于次日12时前反馈。如有使用翻墙工具请要求删除卸载，并上报翻墙工具具体类型[93]。
48. 曾某，江苏淮安人。2018年5月14日，在群成员131人的微信群中发表“不死是狗熊，死了就是英雄”“自己操作失误掉下来死了能怪谁，真不知道部队平时是怎么训练的”“别说拘留、坐牢我多（都）不怕”等言论，淮安市中级法院判决曾某通过公开媒体赔礼道歉、消除影响[94]。
49. 董瑶琼（1989年-），湖南株洲攸县人，習近平畫像潑墨事件。2018年7月4日，清晨6时左右，在上海海航大厦前表示：“...反对习近平独裁专制暴政，反对中国共产党对我实施的脑控压迫...反对（此时向习近平画像泼墨）...我对他恨之入骨...看到没有，这是我的行为，反对习近平专制、暴政，反对共产党对我实施的脑控压迫。我要求国际组织介入进来，我会配合调查取证。因为很多脑控迫害取证是需要才能介入的。...对，我今天就泼墨他了，我看他能把我怎么地，习近平，我在这里等着你来抓我。我就一个人，反对中国共产党，反对共产党独裁、暴政、专制。我今天就站在这里，我让你来抓我。后面就是海航大厦，习近平你的资产，好吗。我就在你的资产面前，泼你的墨。看到没有，看到你丑陋的脸没有？”被中共當局以「攻擊國家領導人」罪名抓捕[95]。
50. 张晓山（1947年10月27日－），湖北蕲春人，汉族，中共自然资源部下属航空物探遥感中心前主任，2015年10月退休。2018年7月11日，中共中纪委驻自然资源部监察组就张晓山的政治问题印发正式通报。通报指从2015年以来，张晓山在微信同学群发布和转发“妄议”中央、丑化党和国家形象、诋毁党和国家领导人，以及否定党史和军史的言论和文章，已对张晓山进行立案调查。[96]
51. 倪華平，海南三亞天涯區水蛟村一名網民，2018年7月19日，倪因在微信群組發言「習豬頭最近怎麼樣了，好幾年沒看新聞聯播了」，同年8月20日被當地公安傳喚接受調查，並處以行政拘留10日，罰款500元人民幣。[97]
52. 陈一发，中国歌手，2018年7月31日，陈一发2016年间一段直播秀片段突然间在全网散播，在此视频片段中，陈一发念出直播评论中的“南京大屠杀呀、日本刀好快呀、东三省不保啦、快请冯将军（指冯提莫）抗日”等调侃话语，目的是为了形容冯提莫日语歌唱得好[98]。“江苏网警”微博接到举报后对此事进行了转发。在“江苏网警”发表相关微博10分钟后，陈一发在新浪微博就早年的一些有关南京大屠杀、东三省沦陷的言论发表道歉[99][100][101]。而后紫光阁杂志、新华网等官方微博对此事并没有束手就擒，而是继续煽风点火、推波助澜的宣传。后来各大平台突然开展爱国主义教育行动，并且全网封杀陈一发[102]。在斗鱼宣布封禁陈一发儿的直播间后，中国大陆各大音乐网站也将陈一发儿的歌曲全数下架，同时中国大陆的视频网站将涉及到陈一发儿的片段全部进行删减（或下线）处理。
53. 薛某桥，陕西省延安市市民。2018年9月8日，因为受邀参加节目，改编歌曲《一分钱》，被陕西省警方以“寻衅滋事罪”拘留五日[103]。此后，中国多数包含该歌词的娱乐节目也被突然叫停。
54. 刘天一，等六名网络小说作者，2018年10月23日，中国大陆网络小说家刘天一，因为小说作品《攻占》与竞争对手发生纠纷，随后被安徽省芜湖县法院扣以“制作、贩卖淫秽物品罪”、“非法组织卖淫罪”等空穴来风的罪名“数罪并罚”判刑20年，其中甚至包含了部分在未进入21世纪就已经被废除的罪名[104]。12月17日，安徽省芜湖市法院二审开庭，她在庭上淚訴一審判決依據的是20年前的司法解釋，不應適用於今天，又稱當局曾多次誘導其認罪後可獲輕判，但卻還是遭判重刑。面对她们的控诉，法官回應减刑最多只能减到一审的一半[105]。随后，网信办煽风点火發言“若发现想要举报的网络小说，被举报后可以奖励60万元人民币”[106]。此举也导致了晋江文学城、AO3等网站均受波及[107]。
55. 郭琳，48名外卖员及数名学生。2018年11月9日，福建省福州市闽江学院在未经学生同意的情况下，擅自发布规定，内容大致为：从11月9日起，严禁学生购买任何形式的外卖，否则处分。此举最初造成许多学生抱怨[108]。有网友指出，这条规定与时任闽江学院书记何代钦有关，因为食堂承包商在2018年秋季调整后，其中中标公司与何代钦均有关联[109]。11月12日（周一）中午，因为外卖的取消造成了闽江学院仅有的四个食堂爆满，多数外卖员以及店家的经济来源受到冲击。随后，一位名为郭琳的学生写文《我们闽江学院是要脸的》以示抗议，随后许多外卖员加入声援，甚至还有人送这位同学食物。随后突然大批公安人员进入学校将上述人员以“寻衅滋事罪”这一口袋罪抓捕，后期经过统计得出本次大搜捕一共涉及该名学生以及48名外卖员，最终上述49人全部被行政拘留五日。随后，多名发送图片的学生被腾讯、百度贴吧、新浪微博封号，其余多数参与线下声援的学生也被老师责骂，甚至停课、开除[110]。
56. 李志，中国歌手，2019年4月12日，李志因创作歌曲《人民不需要自由》，回忆1989年天安门事件，被以行为不端的无端理由遭中国大陆緊急封杀。李志的个人新浪微博账号、微信公众号、网易云音乐音乐人主页被关闭，其在中国大陆所有在线音乐平台发布的音乐作品被下架。[111] 全國巡演“叁叁肆计划”的官方微博内容被清空，而李志的名字也成為了中國網絡的敏感詞彙。
57. 王顥達，吉林网民，2019年10月6日，吉林省遼源市微博网友“Howard王顥達”身穿休斯顿火箭球衣，发布应援休斯顿火箭的言论：我与球队生死与共！表示自己支持火箭队的决心。但是，此时距休斯顿火箭队总经理达雷尔·莫雷发表支持反修例运动言论（参见2019年NBA涉港言论争议事件）仅过去一天。随后，遼源市警方于7日发布公告，称该网友因“寻衅滋事罪”已被抓获[112]。
58. 邱冠榮，广东某公司员工，2019年10月8日，广东省广州市中體體育公司員工在微信朋友圈发布怀念神奇宝贝的文字在私人空间，其中提及“火箭隊”不巧与前不久受到波及的休斯敦火箭撞名，引來公司对其的无端冠以罪名。尽管作者本人对于篮球不了解，且因为中国大陆的网络封锁，他并不知道NBA相关事件，但仍被公司逼迫写道歉信，并且在微信公眾號公開发布，且對他批評處分[113]。
59. 李文亮、陈秋实、方斌，等八名传染病学医生。2019年12月30日，因为自己和同事所在病房均出现类似不明原因肺炎病患，所以在微信群与同行交流，认为出现SARS提醒同行注意保护。2020年1月3日，八位医生被无良的中国警方以“在互联网上发布不实言论”而被武汉市公安局武昌区分局中南路街派出所提出警示和训诫，并在央视新闻通报批评[114]。随后疫情加剧蔓延，李文亮医生也不幸于2月6日因感染新冠肺炎殉职。因为他的不幸，所以被解读为8名“造谣”者中的一人[115]3月19日晚8时，武漢市公安局在微博發布情况通报，决定撤销对李文亮医生的训诫书，并就此错误向当事人家属郑重道歉。但是李文亮医生已经去世，且剩余波及人士，例如陈秋实、方斌均继续受到屏蔽，且未收到任何致歉。[116]，对相关责任人进行了处理。同日，新华社受权发布了关于群众反映的涉及李文亮医生有关情况调查的通报以及相关的记者问答[117]。
60. 张展，陕西省咸阳市记者。2020年2月2日，張展以公民記者身份，在官方限制记者采访报道武汉情况的背景下赴武汉做实地疫情采访[118]。她在个人推特、YouTube平台发布了大量关于武汉疫情和民众生活的影片报导[119][120]。2020年5月14日，张展在武汉所住宾馆被上海警方跨省抓捕，次日被以涉嫌“寻衅滋事罪”刑拘[121]，羁押于浦东新区看守所至今。2020年6月18日被以同罪名正式批捕，8月18日张展案送上海浦东新区检察院审查起诉。9月初，知情人士透露，张展在看守所绝食抗议，遭到强制灌食，身体状况极差。12月，辩护律师称张展自六月底开始正式绝食，遭到强制插管灌食、上脚镣、24小时戴约束带等酷刑。张展会见律师时泪水不停，说“每一天都是煎熬”。律师接受媒体采访时说，张展可能“无法活着走出高墙”[122]。
61. 陳宇鎮，安徽安慶人，中國大陸異議人士、知名YouTuber。2016年透過學術管道訪問台灣，回到中國後時常在微博、微信等中國網路社群平台公開聲援香港和台灣、呼籲中國進行政治改革、解除中國網路審查和網路防火牆以開放網際網路。在Twitter、Instagram等個人社群平台批評中國網路審查制度，同時向網路友人提供VPN應用程式突破中國政府的言論審查，2020年6月，當局以煽動顛覆國家政權罪和提供侵入、非法控制計算機信息系統的程序、工具罪抓捕[123][124]。同時被海口公安局私下口頭警告不得尋求律師辯護，但可免費提供由政府指派的法律援助為其辯護。由於被捕時正值2019冠狀病毒病疫情，體溫超出正常人體體溫，看守所擔心2019冠狀病毒病帶來的責任，沒有同意公安的拘留要求，最終公安局對其採取取保候審刑事強制措施。2020年12月，因躲避政治迫害，逃亡韓國，在首爾慶熙大學攻讀碩士學位。留學期間，陳宇鎮登上南韓本土媒體，公開自己的被捕遭遇，同時被台灣、香港、美國、新加坡及馬來西亞等地媒體跟進報導。訪談節目公開播出的第二天，中國的家人隨即遭到當地公安局的調查，並向其施加壓力返回中國，刪除個人YouTube頻道以及不得接受任何形式的採訪，迫於壓力，隨後陳宇鎮拒絕了其他媒體的訪問，但未刪除個人YouTube頻道，並持續更新。後中國政府再次凍結其銀行帳戶，想迫使其返回中國。因銀行帳號被停用，陳宇鎮無法承擔生活費和學費，學費若未繳納，留學簽證便會受到影響，因此陳宇鎮也收到了大韓民國法務部首爾出入境的傳喚信函，好在因為疫情綜合各種因素，簽證自動延長三個月，最終陳宇鎮在美國駐首爾大使館成功獲得美國簽證，並於2021年9月成功抵達美國。目前活躍於YouTube、Instagram等社群平台，獲得了來自台灣、香港、新加坡及馬來西亞等地超過數十萬擁有同樣熱愛民主自由理念的跟隨者的聲援和支持。
62. 任某，贵州省贵阳小区业主，2021年1月22日，因为质疑物业没有尽职尽责，在微信群提出批评。随后，其所指物业主任所在的毕节市洪山路派出所民警为此专程赶到贵阳市，将任女士用手铐铐住，并且绑到毕节市刑讯逼供，并将其行拘3日。随后，毕节市公安局七星关分局原局长因负有领导责任受到党内严重警告，洪山路派出所正副所长则分别受到撤职和降级的处分。而涉事的社区刘支书仍在停职调查中。但是至今为止，除了这一轻描淡写的处分，没有任何的国家赔偿[125]。
63. 仇子明，南京新闻记者。2021年2月17日，因为发表了对于中国官方公布的中国军人死伤人数以及歼敌人数的质疑，指出新闻报道缺乏严谨性。他说：“牺牲的4位是为营救而立功，连去救人的都牺牲了，那肯定有没救出来的啊，说明阵亡的不仅仅只有四人。”随后，新浪微博先对“@辣笔小球”账号禁言一年，当日不久后封禁仇子明持有的所有微博账号[126][127][128]。2月19日，《解放军报》则歪曲事实称：仇子明侮辱烈士，天理不容！对于恶意诋毁仇子明的行为，人民日报等媒体不但没有监管，反而继续煽风点火，发起投票：支持“抓捕”仇子明的行为吗？A.支持。B.非常支持。C.特别支持……此类儿戏类型的投票题[129]。2021年5月31日，江苏省南京市建邺区人民法院一审获有期徒刑8个月并被责令自判决生效之日起十日内通过中国大陆国内主要门户网站及中国大陆全国性媒体公开赔礼道歉[130]。
64. 李剑，湖南城市学院教师，2021年4月28日，这位老师在班上讲授《建筑文化概论》。整个过程，没有涉及政治，也无任何不当政治言论。在课堂中，主要因“日本人精益求精”一语，引发一位学生不满，并在课后向校方举报。随后校领导批判其为：“以偏概全，因为不是所有日本人都精益求精”[131]。
65. 成都群众，2021年5月9日，成都49中发生了学生坠楼事件，16岁的高二学生林唯麒于5月9日18:40许被关系户推下楼身亡，随后成华区教育局于5月11日凌晨通报係属个人行为，排除刑事案件。随后，成都市许多人到广场纪念死者，被当地警察、武警殴打，大部分人群均为女孩、儿童以及老人，且据传言有猥亵发生。5月11日，多数记者被警察追打。5月12日，百度贴吧、QQ空间、新浪微博因为这起事件无故封停超过3000用户。更有甚者，甚至连受害者家人，因为防民之口的缘故，只要跟死者有关的家属全部遭遇封号。
66. 蘋果日報, 香港報章。北京利用《國安法》針對異見聲音，遏制香港的新聞自由和言論自由。指控蘋果日報涉嫌勾結外國勢力危害國家安全。2021年6月17日 警方國安處拘捕5名《苹果日报》董事，包括壹傳媒集團行政總裁張劍虹、營運總裁周達權、《蘋果日報》總編輯羅偉光、副社長陳沛敏及執行總編輯張志偉。他們涉嫌違反《香港國安法》第29條 「串謀勾結外國或境外勢力危害國家安全罪」。2021年6月21日，保安局凍《蘋果日報》資金迫使蘋果日報終止運作。
67. 李平，55歲男子，傳是《蘋果日報》中國組主筆，《蘋果日報》發表署名社論。2021年6月23日警方國家安全處在將軍澳，拘捕一名為《蘋果日報》發表署名社論，筆名「李平」的55歲男子，他涉嫌串謀勾結外國或境外勢力危害國家安全罪，正被扣留調查。李平不時為《蘋果》社論「蘋論」署名撰寫文章，亦在Facebook和Twitter上分享，昨晚10時，「蘋論」發佈李平的社論，名為《不要天快亮還尿床一泡 》。警方表示，相關行動仍在進行，不排除更多人被捕。[132]
68. 某宁夏网民，2021年10月30日，一位宁夏居民因对疫情防控不满发了一张警犬的表情包，被认定侮辱警察构成寻衅滋事，处以行政拘留9天[133]。
69. 彭帅，彭帥與張高麗性醜聞事件。2021年11月3日，中国女子网球名宿彭帅披露其与前中华人民共和国国务院副总理张高丽10多年的婚外情和强迫性关系[134]，随后被微博封號禁言，相关词语也被封鎖，中國的外國媒體頻道只要報導彭帥相關新聞，就被官方均迅速以黑畫面處理[135]。11月14日，世界女子職業網球協會主席史蒂夫·西蒙發表聲明，表示協會對涉及彭帥的事件深感擔憂，並要求中國政府進行全面、公平、透明的調查[136]。11月17日中国大陆官方迫於国际压力，中國官媒開始陸續釋出彭帥在公開場合現身的畫面。[137][138]不久中國官方安排彭帥由中國奧會副主席李玲蔚陪同與國際奧林匹克委員會主席托馬斯·巴赫、埃瑪·泰爾霍視訊通話，並相約2022年北京冬季奧運時一同聚餐[139]。12月19日，彭帥受《聯合早報》採訪，改口稱從未過任何人性侵我[140]。
70. 江西上饶狗主人，2021年11月12日，江西上饶市信州区一居民在微博发文称，自己集中隔离期间，留在家中的宠物狗被防疫人员“撬门”进入后处置。她发布了房内监控视频，并称身穿防护服的人员用棍棒击打宠物狗头部，后来用塑料袋装走了小狗的尸体离开房间[141]。随后主人在微博表示，自己一下午都是懵的，一直哭，不敢想家里的小狗，随后引来动物保护协会的声援，但文章发出不久被删，她的微博以及聲援的中国网民帳號也被封停。随后官媒通報以“涉事工作人员道歉、调离岗位”收尾[142]。
71. 高薇嘉，青岛大学教师，2021年12月11日，高薇嘉老师在微博发言，称「靖國神社隨便去」，引起中國網友反日情緒。12月16日，“青岛大学”官方账号发布通告，“关于我校教辅实验人员高薇嘉在社交平台发表不当言论一事，学校研究决定，将高薇嘉调离教学岗位、停止一切教学活动、取消其教学资格，并给予行政记过处分。随后，她的微博也被封锁[143]。
72. 宋庚一，上海震旦职业学院教师，2021年12月13日，宋庚一老师在宣讲关于南京大屠杀历史的相关内容，她质疑南京大屠杀真实遇难人数可能存在夸大、未实际查明等问题，属于学术不严谨的的现象。并且提出对于中国在第二次世界大战的反思。随后学校启动“调查”程序，以扣之罪名。随后央视新闻等官媒开始带起了风向。12月17日，宋庚一被上海震旦职业学院开除[144]。
73. 李田田，湖南湘西偏鄉小学教师。2021年12月18日因声援宋庚一老师，公安局要求他「簽字認罪」。因拒絕認罪，當局強行將其送至衢州市精神病院，且无法使用电话等方式与外界联络，甚至亲人都无法探望[145]。12月26維權網報導，李田田已獲釋。1月11日中國維權律師謝陽被中共國保帶走，17日家屬收到通知，謝陽已被當局刑事拘留。疑似聲援李田田，遭到當局報復[146]。
74. 福州草莓音乐节记者及听众。2021年12月25日，草莓音乐节福州站突发大规模失窃案件，自从18时起至20时，短短的三小时之内就先后有91人遭遇手机或身份证丢失。在音乐会结束不久，报警点就挤满了报案的听众，原因均为自己的手机或身份证在看演出时被偷走了。但是当群众以及记者拍摄照片的时候，却被警察带到就近派出所逼迫删掉视频，且狂言：“搜查信息是警察的权限，而不是个人。”[147]事发后第二天，因为舆论压力，福州市公安局决定搜捕，但仅追回其中55部手机和不到十张身份证。事情发生之后，福州警方多次压低被盗人数等数字，且讨论相关事件的多数群众在此之后便遭遇微博、微信等平台的永久封号。截至目前，除了该条通报之外，福州警方并无后续报道[148]。
75. 何韻詩、方敏生等立場新聞相关人士，2021年12月29日，香港警務處國家安全處以涉嫌違反《刑事罪行條例》「串謀發布煽動刊物罪」為由，針對民主派網路媒體《立場新聞》及其他人展開拘捕行動。警方出動約200名警員搜查《立場新聞》位於觀塘區的辦公室，拘捕6名《立場新聞》現任或前任高層人員，包括前總編輯鍾沛權、前董事何韻詩、周達智、吳靄儀、方敏生，以及署理總編輯林紹桐。同時還再度拘捕前《蘋果日報》副社長陳沛敏，並凍結《立場新聞》母公司6,100萬港元資產。在法庭上，英國、美國、德國、荷蘭的香港領事機構人員，及陳朗昇等數十名前《立場新聞》前員工前往法院旁聽。《立場新聞》前員工還在西九龍法院大樓一帶追趕每輛駛出的囚車[149]。12月31日，出院後的林紹桐被警方帶到西九龍法院提堂應訊，羅德泉詢問林紹桐身體狀况，並由法庭書記向林紹桐讀出控罪內容[150]，其後繼續還押[151]。
76. 王钰丹，深圳女学生。2022年3月8日，她实名举报遭遇深圳市孙启龙性侵，被深圳公安威胁，且遭遇新浪微博封停账号[152][153]。
77. 徐可佳，四川女醫生。2022年7月8日，在個人朋友圈上發文悼念安倍晋三并发表一系列激进言论如「你道聽途說，中國人就該殺」、「你的同胞是孬種，你不知道？」等而被泸州市公安局拘留5天[154][155]。
78. 苏某（女、24岁、住水磨沟区），2022年11月25日，新疆乌鲁木齐市天山区吉祥苑小区发生严重火灾事故（参见：2022年新疆乌鲁木齐高层住宅楼火灾）其在微信群发布真实消息，遂被乌鲁木齐当地公安机关拘留10日。[156]
79. 叶冰艳，河南开封市民。2021年6月29日，其与父亲在饭店吃饭，因不明原因父亲被人多人毆打，家人將其送醫，9天後經搶救無效死亡。随后被7、8名官员搶奪手機並強行帶走。2022年12月8日，中国当局报道其已被“拘留”[157]。
80. 李昊石（艺名HOUSE），原属笑果文化的脱口秀艺人，2023年5月表演期间引用习近平向解放军提出的“作风优良，能打胜仗”口号形容自己领养的两条野狗，被北京市公安局立案调查，其工作也被完全封杀[158]。
81. 卡米莱·瓦依提，河南省商丘宮學院的學生，主修學齡前教育。她出生於克孜勒蘇柯爾克孜自治州的阿圖什市，在當地就讀小學。其返回新疆阿圖什市過節時，在2022年12月12日被警方抓走。2022年11月，卡米萊在微信發佈與烏魯木齊大火相關的「白紙運動」影片，卡米萊在父親收到警方通話警告後便將影片刪除，而據信這是造成她被拘留的原因之一[159]。
82. 顧萬明，新華社廣東分社前社長，2023年10月30日以中共黨員身分在網上發公開信要求調查李克強猝死真相，隨即被刑事拘留，於2024年11月被上海市閔行區法院以尋釁滋事罪判處1年徒刑，並被新華社剝奪退休金[160]。

## 中华民国因言获罪

### 戒严时期
中華民國政府迁往台湾之后，颁布《惩治叛乱条例》、《戡亂時期檢肅匪諜條例》相继颁布，允许情报机关压制人民的相关政治活动，包括支持言论自由、支持台湾独立、支持反对党等，人民基本言论或隐私权完全失去保障。除军人以外，其他的行业也存在因言获罪的案件。

## 韩国因言获罪人员名单
在大韩民国，虽然宪法规定国民享有言论自由，但韩国的《国家保安法》规定，任何反对党、不同政见人士、抨击政府的学者和学生，以及赞扬共产主义，尤其是赞扬社会的政治性言论、出版刊物以及其他形式的表达行为均为违法。
1. 姜祯求，韩国东国大学教授，因发表支持朝鲜的言论被判处有期徒刑2年，缓刑3年[162]。
2. 崔某，韩国一家杂志社编辑主管，因“赞扬朝鲜发射导弹”和“美化金日成父子”而遭到起诉[163]。
3. 宋某，中国在韩留学生，因在网上称赞，支持金正恩，并贬低大韩民国政府，涉嫌“利敌活动嫌疑”而被强制驱逐，并终身不得入境韩国[164]。

## 伊朗因言获罪人员名单
- 阿克巴尔·甘吉，记者，1998年因报道一系列伊朗政府官员涉嫌谋杀异议人士的案件成名，2001年被捕入狱。[165]
- 阿里·代伊，伊朗國家男子足球隊退役球员。2022年10月，他和31岁的现役球员哈默德拉克被伊朗安全部队带至库尔德酒店，在那里他们处于特勤局严密羁押之中。此前，阿里·代伊的护照被没收，但最终还给了他[166]。

## 越南因言获罪人员名单
1. 阮芳鸳，2012年11月3日，因为散发反对越南共产党一党专政的传单，被越南政府拘捕。 [167]
2. 阮玉如琼，笔名为“蘑菇妈妈”，2017年6月29日，越南政府称她违反了1999年刑法第88条：进行反社会主义越南共和国宣传，被河内政府判处10年徒刑。[168]

## 古巴因言获罪人员名单
1. 扎奎尔·贝兹(Zaqueo Báez)，2015年9月，在教皇方济各访问哈瓦那期间，贝兹追上了教皇座驾，方济各温和地将一只手放在他的头上。贝兹随后向空中散扔传单，举起双臂以示胜利，直到被安保人员拖走。后贝玆在监狱服刑了55天，以防他在奥巴马访问期间再次抗议。 [169]